# Uname
Az uname (a  unix name rövidítésből ered) egy olyan program, amely Unix és Unix-szerű operációs rendszerekben rendszerinformációkat ad ki. 
Az uname program információkat ír ki a gépről és az operációs rendszerről, amin fut. Amennyiben nincs opció megadva, az uname úgy működik, mintha az -s opcióval lett volna meghívva. Ha több opció vagy az -a opció van megadva, a kiválasztott információ az 'snrvm' sorrendben, szóközzel tagolva lesz kiírva.

## Használata
A parancs általános alakja:
uname [-snrvma] [--sysname] [--nodename] [--release] [--machine] [--all] [--help] [--version]

## Opciók
| Opció | Leírás                                   |
| ----- | ---------------------------------------- |
| -a    | -all Kiírja az összes információt.       |
| -m    | Kiírja a gép (hardver) típusát.          |
| -n    | Kiírja a gép hálózati nevét.             |
| -r    | Kiírja az operációs rendszer release-ét. |
| -s    | Kiírja az operációs rendszer nevét.      |
| -v    | Kiírja az operációs rendszer verzióját.  |

## Példák
Egy Linux operációs rendszeren:
```
Linux hostname 2.6.24-19-server #1 SMP Sat Jul 12 00:40:01 UTC 2008 i686 GNU/Linux
```

Egy Darwin operációs rendszeren:
```
Darwin hostname 9.2.0 Darwin Kernel Version 9.2.0: Tue Feb  5 16:13:22 PST 2008; root:xnu-1228.3.13~1/RELEASE_I386 i386
```

A Windows 7 (beta) operációs rendszerben a ver az alábbit írja ki:
```
Microsoft Windows [Version 6.1.7000]
```

## Az uname parancs különböző kimeneteleinek táblázata
| Milyen rendszer                                | Op.rend. neve (-s) | Hálózat neve (-n) | Op.rend. release-je (-r) | Op.rend. típus (-v)                                                                          | Hardware típus (-m) |
| ---------------------------------------------- | ------------------ | ----------------- | ------------------------ | -------------------------------------------------------------------------------------------- | ------------------- |
| AIX 5.3, IBM System i, POWER5+                 | AIX                | localhost         | 3                        | 5                                                                                            | 001234564C00        |
| Cygwin (Windows XP), Pentium 4                 | CYGWIN_NT-5.1      | localhost         | 1.5.19(0.150/4/2)        | 2006-01-20 13:28                                                                             | i686                |
| FreeBSD 6.1, Intel                             | FreeBSD            | localhost         | 6.1-RELEASE-p15          | FreeBSD 6.1-RELEASE-p15 #1: Sun Apr 15 18:04:51 EDT 2007                                     | i386                |
| Gentoo Linux amd64, Intel Core 2 Duo           | Linux              | centurion         | 2.6.29-gentoo-r1         | #2 SMP PREEMPT Sat Apr 25 15:05:17 PDT 2009                                                  | x86_64              |
| HP-UX PA-RISC                                  | HP-UX              | localhost         | B.11.11                  | U                                                                                            | 9000/800            |
| IRIX 6.5.30, Octane2                           | IRIX64             | localhost         | 6.5                      | 07202013                                                                                     | IP30                |
| Mac OS X 10.5, Intel Core Duo                  | Darwin             | localhost         | 9.6.0                    | Darwin Kernel Version 9.6.0: Mon Nov 24 17:37:00 PST 2008; root:xnu-1228.9.59~1/RELEASE_I386 | i386                |
| Solaris 9, Sun Fire 280R                       | SunOS              | localhost         | 5.9                      | Generic_112233-08                                                                            | sun4u               |
| openSUSE 10.3, Core2-duo 64-bit                | Linux              | localhost         | 2.6.22.5-31-default      | #1 SMP 2007/09/21 22:29:00 UTC                                                               | x86_64              |
| Debian sid, amd64, Sempron(tm) Processor 3000+ | GNU/kFreeBSD       | localhost         | 7.1-1-amd64              | #0 Sun Jan 11 17:59:15 CET 2009                                                              | x86_64              |